# EVOL (album, Sonic Youth)
EVOL je v pořadí třetí studiové album americké rockové kapely Sonic Youth. Bylo to třetí album, které skupina vydala pod SST Records. Na albu spolupracovala i Lydia Lunch.

## Seznam skladeb
| Pořadí         | Název                   | Délka |
| -------------- | ----------------------- | ----- |
| 1.             | Tom Violence            | 3:05  |
| 2.             | Shadow of a Doubt       | 3:32  |
| 3.             | Starpower               | 4:48  |
| 4.             | In the Kingdom #19      | 3:24  |
| 5.             | Green Light             | 3:46  |
| 6.             | Death to Our Friends    | 3:16  |
| 7.             | Secret Girl             | 2:54  |
| 8.             | Marilyn Moore           | 4:04  |
| 9.             | Expressway to Yr. Skull | 7:19  |
| 10.            | Bubblegum               | 2:49  |
| Celková délka: | Celková délka:          | 38:57 |